# 気象病
気象病（きしょうびょう、英: meteoropathy）は、気象・天候の変化によって症状が出現する、あるいは悪化する疾患の総称。
症状は頭痛、食欲不振、気分の落ち込み、めまい、メニエール病、腰痛、肩こり、神経痛、関節炎、リウマチ、蕁麻疹、吐き気など様々であり、鬱や喘息などの持病が悪化したり、「気象関連痛（日本初天気痛外来を愛知医科大学病院にて開設をした天気痛ドクター佐藤純医師が名付けた天気痛）」という「天気が悪いと古傷がうずく」などの痛みなども含む。心臓発作や脳卒中のきっかけになり、生命にかかわる場合もある。

## 概要
気圧や気温、湿度などの急激な変化がストレスとなり、自律神経のバランスが崩れることが原因の一つとみられる。具体的には、内耳など気圧を感じるセンサーからの信号により自律神経系が交感神経優位となり、それがストレス刺激となって様々な疾患のメカニズムを惹起するという考えがある。また、気圧の低下により人体の押される力が減り、血管が拡張しやすくなるのが原因とする説もある。日本では梅雨に起きやすく、熱中症のように気象病と特定の季節に頻発する季節病の両方の面を併せ持つ病気もある。
ドイツでは気象と病気の関連を調べる「生気象学」の研究が進んでおり、医学気象予報を国民に提供している。日本では、2015年6月15日に世界の原著論文と日本の個別的な状況を科学的にまとめた啓蒙書として、医師が書いた初めての気象病の一般書が刊行され、その後に佐藤純医師からの一般書の出版が続いている。

## 研究の歴史
日本では1930年代後半（1938年）に発表された論文で氣壓（気圧）や気象と症候（喀血）に関し科学的に論じている。その後、1940年代前半（1942年）には、「氣象病」の用語が登場し、気候と体調不良や重篤な症候の脳出血、脳梗塞、心筋梗塞などに関してさらなる研究が行われた。1979年には尿中のステロイド(17-KS)の排出量と気象要素に有意な相関があったとの報告がある。
メニエール病の発症者数と寒冷前線の通過には関連があるが、影響を与えている気象要素については不明としている
最近では日本の民間気象会社ウェザーニューズと愛知医科大学天気痛外来の佐藤純医師が、2018年から共同研究を行っている。従来の気象観測や予報では活用されていなかったデータである、大気潮汐や微気圧変動を用いたアルゴリズムで、ウェザーニュースのアプリで気象条件に基づき天気痛の発症を予測するサービス（天気痛予報®️）を提供している。

## 対策・治療法
主な治療法は、規則正しい生活や十分な睡眠、正しい食生活などであるが、他の原因による症状についてはこの限りではない。体力のない人が気象病になりやすい。
このほか、空調や除湿器を使って屋内を快適な環境をしつつそれらに過度に頼らず気温変化に身体を慣れさせることや、ストレッチ、ヨガ、マッサージが予防と症状緩和に有効であるとの意見がある。